# Angelo Accardi

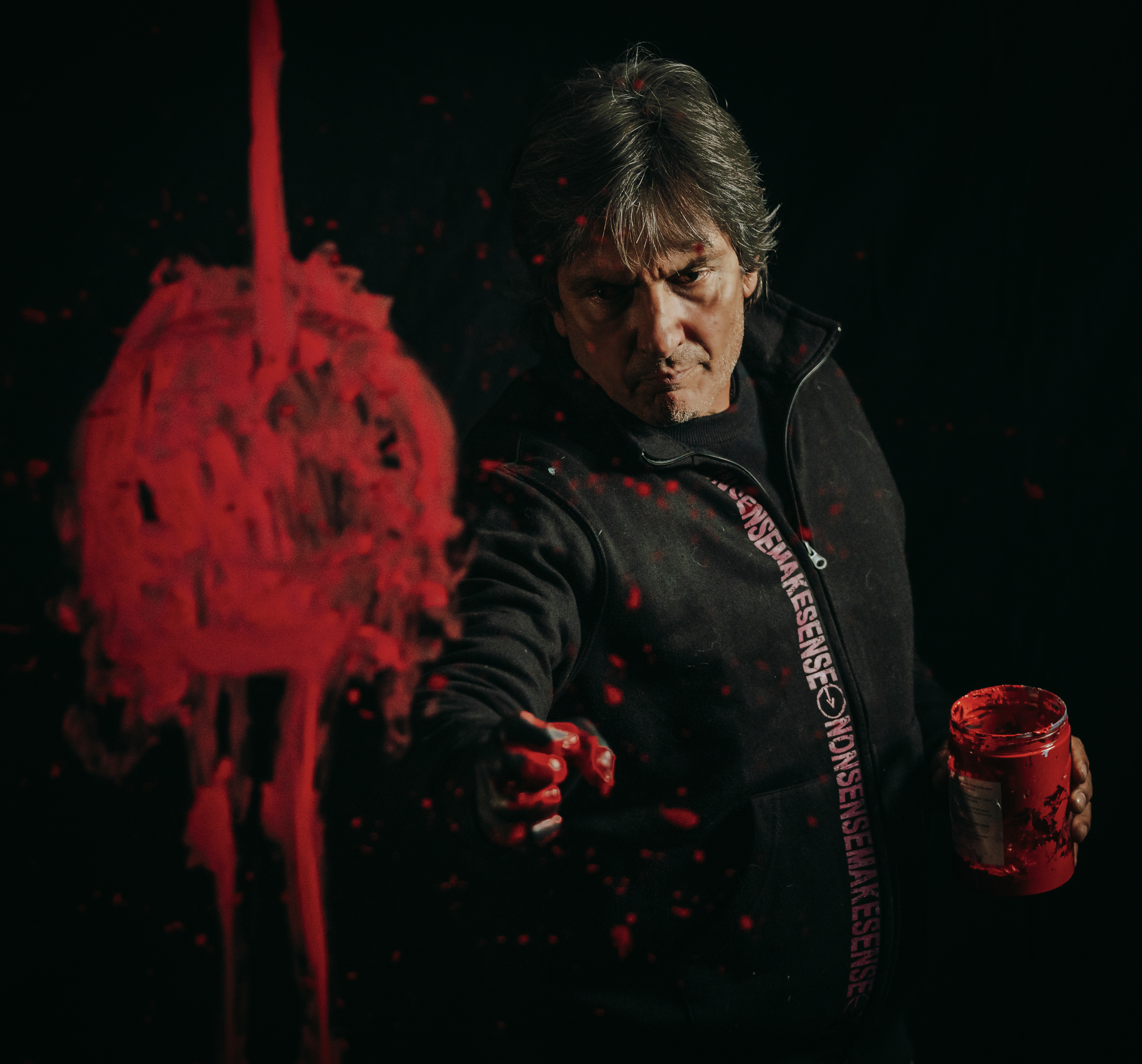
Angelo Accardi

Angelo Accardi (* 1964 in Sapri) ist ein italienischer Künstler.

## Biografie
Der 1964 in Sapri, Kampanien, Italien, geborene Accardi zog nach Neapel, um dort an der Kunstakademie Kunst zu studieren. Er schloss seine Ausbildung jedoch nicht ab, sondern gründete Anfang der 1990er Jahre ein eigenes Atelier. In seinen frühen Arbeiten konzentrierte sich Accardi auf die menschliche Figur und die abstrakte Darstellung. Ende der 1980er Jahre wandte er sich der Marmorskulptur zu. Werke wurden 2018 von der Eden Gallery ausgestellt. Seit 2021 arbeitete er mit der Galleria Deodato Arte und seit 2023 mit der Galleria Zanini zusammen.

## Ausstellungen
- Biennale di Venezia, Venedig, 2011[2][1]
- Eden Fine Art Gallery, London 2018[3]
- Galleria Deodato Arte, Milano 2022
- Galleria Zanini, San Benedetto, Italien 2023[2]

## Werke
Accardis künstlerischer Stil zeichnet sich durch eine Mischung aus surrealen und realistischen Elementen aus, wobei der Schwerpunkt auf Erzählungen und Mehrfachinterpretationen liegt. In seinen Gemälden finden sich häufig Zitate der Arbeiten von Künstlern wie Klimt, Picasso und Roy Lichtenstein. Diesen klassischen Referenzen werden Figuren aus der zeitgenössischen Populärkultur gegenübergestellt, darunter Figuren aus Minions und Matt Groenings The Simpsons.